# Râul Plăvaia
Râul Plăvaia este un curs de apă, afluent al râului Arpaș. 